# Список кинотеатров Перми
Список кинотеатров Перми содержит информацию о кинотеатрах, действующих или действовавших на территории города Перми.
К середине 2021 года в Перми действует 5 кинотеатров и 1 кинодром в Камской долине.
| Кинотеатр              | Местонахождение                                                                                  | Открыт                                                | Дальнейшая судьба |
| ---------------------- | ------------------------------------------------------------------------------------------------ | ----------------------------------------------------- | --- |
| «Синема Парк Колизей»  | ТРК «Колизей-Cinema» на ул. Куйбышева, 16                                                        |                                                       | действует |
| «Синема Парк Семья»    | ТРК «Семья-2» на ул. Революции, 13                                                               |                                                       | действует |
| «КиноМакс»             | ТРК «Столица» на ул. Мира 41/1                                                                   |                                                       | действует |
| «Синема Парк Кристалл» | Комсомольский проспект, 53                                                                       | 30.12.1960 как «Кристалл»                             | действует В 2001 началась частичная реконструкция, в 2006 полная, здание снесено и построено новое. В 2010 году к названию была добавлена приставка IMAX. |
| «Премьер»              | ул. Пионерская, 17                                                                               | ?                                                     | действует |
| «Октябрь»              | Комсомольский проспект, 46                                                                       | построен — октябрь 1957, открыт — 5 декабря           | В начале 2015 года закрыт. Переделан в детский развлекательный центр.                                                                                     |
| «Иллюзион»             | в доме В. М. Михайловой по ул. Большой Ямской (ныне ул. Пушкина, 74)                             | 1896                                                  | |
| «Триумф»               | специально построенное здание на ул. Покровская (ул. Ленина, 44)                                 | 1913                                                  | В 2008 году закрыт. В здании находятся бар и центр отдыха                                                                                                 |
| «Экран»                | Кировский район, (Ласьвинская, 15)                                                               | 1959                                                  | В 2006 продано группе компаний «Добрыня» и здание снесено                                                                                                 |
| «Рубин»                | Кировский район, (Маршала Рыбалко, 85)                                                           | 1971 — построен, 30 марта 1972 — сдан в эксплуатацию  | Закрыт в 2001, реконструирован, продолжил работу, в 2011 закрыт окончательно. В 2017 году в здании открылся одноимённый торговый центр.                   |
| «Мир»                  | в Индустриальном районе на углу Казанского тракта и улицы Таллиннской (сегодня это ул. Мира, 37) | на месте летнего кинотеатра «Урал» открыт в 1963 году | Перестал работать в 2002, а в 2013 снесён под торговый центр.                                                                                             |
| «Молот»                | ул. Лебедева, 40                                                                                 | 6 ноября 1952 года                                    | В 2009 реорганизован в районный центр культуры |
| «Заря»                 | Мотовилихинский район (ул. 1905 года)                                                            | Построен в 1910 году                                  | После революции сменился на «Горн». В 2003 продан телекомпании «Рифей-Пермь».                                                                             |
| «Искра»                | ул. Макаренко, 31                                                                                | 1972                                                  | В 2002 в нём открыт дисконт-центр, с 2012 года здание пустует. В здании находится магазин по продаже одежды и обуви.                                      |
| «Дзержинец»            | ул. Шоссе Космонавтов (у салона молодожёнов)                                                     | ?                                                     | Здание разрушено |
| «Комсомолец»           | ул. Коммунистическая                                                                             | ?                                                     | не работает |
| «Звёздочка»            | Комсомольский проспект                                                                           | ?                                                     | магазин «Океан» |
| «Россия»               | ул. Ленина, 88                                                                                   | ?                                                     | снесён под развлекательный центр WonderHall, теперь ТРК Bazar                                                                                             |
| «Победа»               | ул. Орджоникидзе, 90 (ныне ул. Монастырская, 90)                                                 | ?                                                     | не работает |
| «Темп»                 | ул. Красина, 25                                                                                  | ?                                                     | не работает |